# Joško Gvardiol
Joško Gvardiol (hr[jôʃko ɡʋârdioːl]; n. 23 ianuarie 2002, Zagreb, Croația) este un fotbalist croat, care joacă pe post de fundaș la Manchester City în Premier League. Pe plan internațional, are prezențe la națională pentru Croația.

## Primii ani
Gvardiol a început să joace fotbal la vârsta de șapte ani, atunci când tatăl său, Tihomir, cândva jucător amator în Novigradul său natal, l-a dus la Trešnjevka. În timp ce era acolo, a fost remarcat de Lokomotiva și Zagreb; cu toate acestea, în ultimul moment a primit o ofertă de la Dinamo Zagreb pe care familia sa a acceptat-o.

## Carieră

### Dinamo Zagreb

#### sezonul 2019-20
Gvardiol și-a făcut debutul în campionat cu prima echipă a lui Dinamo pe 18 octombrie, într-o victorie cu 4–2 în fața lui Gorica, intrând în locul lui Mario Gavranović⁠(d) în minutul 87. La a doua sa apariție în campionat pentru echipă, pe 2 noiembrie, a marcat singurul gol într-o victorie cu 1-0 asupra lui Inter Zaprešić . Asta l-a făcut al șaselea cel mai tânăr marcator din campionat pentru Dinamo, după Alen Halilović, Mateo Kovačić, Niko Kranjčar, Ante Ćorić și Tin Jedvaj. Pe 12 februarie 2020, într-un play-off din UEFA Youth League împotriva lui Dinamo Kiev, Gvardiol a transformat cu succes un penalti la loviturile de departajare, pe care Dinamo a câștigat cu 4–3 și s-a calificat în optimile de finală. În optimile de finală împotriva lui Bayern Munchen pe 4 martie, Gvardiol a deviat șutul lui Leon Dajaku în propria poartă pentru a seta scorul la 2–2. La loviturile de departajare, și-a transformat din nou cu succes lovitura, deoarece Dinamo a câștigat cu 6–5 și a avansat în sferturile de finală. Pe 25 iunie, Gvardiol a semnat un contract pe cinci ani cu Dinamo. Pe 5 iulie, în derby-ul împotriva lui Rijeka, când titlul de campionat era deja asigurat matematic, Gvardiol a deviat șutul lui Franko Andrijašević în propria plasă, Rijeka a câștigat cu 2–0, ceea ce l-ar costa în cele din urmă postul de antrenor pe Igor Jovićević.

### RB Leipzig
Gvardiol și-a făcut debutul în Bundesliga pe 20 august 2021 într-o victorie cu 4-0 în fața lui VfB Stuttgart, jucând meciul întreg. S-a impus rapid în echipa de start al lui Leipzig și a atras atenția prin prestațiile sale bune. Pe 15 septembrie, și-a făcut debutul în Liga Campionilor într-o înfrângere cu 6–3 în fața lui Manchester City. Pe 11 decembrie, a marcat golul de debut pentru Leipzig într-o victorie cu 4-1 în fața lui Borussia Mönchengladbach. El a contribuit semnificativ la forma bună a lui Leipzig la începutul mandatului lui Domenico Tedesco ca antrenor, după începutul slab de sezon al antrenorului anterior Jesse Marsch.  Pe 23 ianuarie 2022, a marcat al doilea gol al sezonului într-o victorie cu 2-0 împotriva lui VfL Wolfsburg. Până la sfârșitul sezonului, Gvardiol a ajutat Leipzig să câștige cupa DFB-Pokal și să ajungă până în semifinalele din Europa League, realizând ambele fapte pentru prima dată în istoria clubului. Mai mult de atâta, victoria din DFB-Pokal a însemnat și primul trofeu major din istoria clubului.
Pe 12 august, France Football l-a numit pe Gvardiol drept unul dintre nominalizații pentru Trofeul Kopa 2022, unde a terminat în cele din urmă pe locul șase. La 1 septembrie, Gvardiol și-a prelungit contractul cu RB Leipzig până în 2027, respingând astfel oferta de 90 de milioane de euro a lui Chelsea. Pe 25 octombrie, Gvardiol a marcat primul său gol în Liga Campionilor într-o victorie cu 3–2 în fața lui Real Madrid. Meciul a fost prima înfrângere a lui Madrid din sezon.

## Carieră internațională
Gvardiol și-a câștigat prima convocare la echipa națională sub 21 de ani a Croației în octombrie 2019, la vârsta de 17 ani, când antrenorul Igor Bišćan l-a înscris în lotul pentru preliminariile Campionatului European sub 21 din 2021 împotriva Lituaniei și Republicii Cehe. Gvardiol a debutat pe 14 noiembrie împotriva fostului adversar, facând parte din echipa de start, unde Croația s-a impus cu 3–1. Pe 8 octombrie 2020, a marcat al zecelea gol în victoria Croației cu 10-0 asupra lui San Marino, cea mai mare victorie din istoria echipei naționale. La 9 martie 2021, a fost numit în echipa de 23 de jucători a lui Bišćan pentru faza grupelor a turneului; cu toate acestea, a fost forțat să renunțe din cauza unei leziuni la cvadriceps. Pe 17 mai, a fost numit în echipa de 23 de jucători a lui Bišćan pentru faza eliminatorie a turneului, precum și în echipa de 26 de jucători a lui Zlatko Dalić pentru UEFA Euro 2020.
După ce a pierdut cu 2–1 în fața Spaniei după prelungiri în sferturile de finală a Campionatului European sub-21, Gvardiol s-a alăturat echipei de seniori. Și-a făcut debutul într-o înfrângere amicală cu 1-0 în fața Belgiei pe 6 iunie, fiind înlocuit de Borna Barišić la pauză. O săptămână mai târziu, a primit primul său start pentru echipa națională, într-o înfrângere cu 1-0 în fața Angliei în meciul de deschidere al Croației de la Campionatul European din 2020. Cu 19 ani, patru luni și 21 de zile, a devenit cel mai tânăr jucător care a jucat vreodată pentru Croația la un turneu major, depășindu-l pe Mateo Kovačić.  A continuat să înceapă toate meciurile Croației la turneu. Pe 8 octombrie 2021, a marcat primul său gol pentru Croația într-o victorie cu 3-0 la meciul de calificare la Campionatul Mondial împotriva Ciprului.
La 9 noiembrie 2022, Gvardiol a făcut parte din echipa de 26 de jucători a lui Zlatko Dalić pentru Campionatul Mondial de Fotbal din 2022. O zi mai târziu, într-un meci din Bundesliga împotriva lui Freiburg, Gvardiol și-a rupt nasul după ce s-a ciocnit cu Willi Orbán și, în consecință, a purtat o mască pe față în timpul turneului. A primit laude pentru performanța sa defensivă în faza grupelor, în special în meciul decisiv împotriva Belgiei din 1 decembrie, care s-a încheiat la egalitate fără goluri și a făcut-o pe Croația să se califice în optimile de finală pentru a treia oară în istorie.

## Palmares
Dinamo Zagreb
- Prva HNL: 2019–20, 2020–21
- Cupa Croației: 2020–21[52]
- Supercupa Croației: 2019

RB Leipzig
- DFB-Pokal: 2021–22[53]